# SENSATION (THE ALPHAのアルバム)
『SENSATION』（センセーション）は、日本のロックバンド、THE ALPHAが1985年12月21日に、メジャー・デビューのオリジナル・アルバムとしてメルダックよりリリース（LP:MEL-2, CT:MEC-2,CD:MED-2）。Apple Musicでも2005年から配信されている。

## 録音
1985年8月に先行シングル「夢じかけロマンス」のレコーディングを皮切りに、10月にかけて、都内でレコーディングされた。当時、バックバンドを務めていたチャゲ&飛鳥の「SHAKIN’ NIGHT Tour」の期間ということもあり、夜から深夜3時・5時までレコーディングが行われた。

## 音楽性とテーマ
タイトでメロディアスでアメリカっぽい音を意識し、アダルトな詞で構成されている。また、打ち込みなどのデジタルサウンドを多用している。

## プロモーション
先行シングル「夢じかけロマンス」のミュージックビデオが1985年11月頃にTVK系列の番組「ミュージックトマトJAPAN」などで放映されたのを皮切りに各音楽番組・ラジオでのプロモーションを展開。その一環として、1986年1月9日の谷山浩子のオールナイトニッポンに出演。「夢じかけロマンス」は1986年1月29日放送の夜のヒットスタジオにて生演奏された。

## 批評
音楽評論家の平山雄一は、メンバーの実力と等身大の音楽をアルバムに投影できるバンドの代表格。その意味では"安全地帯"などの実力派バンドの存在と通じるものがある。いわゆるオーソドックスなAORサウンド。歌がしっかりときいていて、サウンドは刺激的なリズムと心地良いハーモニーを届けてくれる。と肯定的な評価を下す一方、ライブでできることの中で磨いてきてアルバムを作っているという姿勢を伝える詞の曲も1曲ぐらいは欲しかったという指摘もしている。

## 帯のキャッチコピー

### LP・CD
彼らは、アルファ
パワフルで緻密なサウンド、クーリッシュな感性。
デジアナのアダムとイブにジャストフィットネス。
お待たせ、アルファ・オリジナル・ファースト!!

### CT
パワフルで緻密なサウンド、クーリッシュな感性。
お待たせ、アルファ・オリジナル・ファースト!!
It's Sensation。

## 収録曲

### LP・CT
| 全作曲: 村上啓介、全編曲: THE ALPHA。 |                           |           |            |      |
| #                                     | タイトル                  | 作詞      | 作曲・編曲 | 時間 |
| 1.                                    | 「Sensation」             | 松井五郎  | 村上啓介   | 4:20 |
| 2.                                    | 「夢じかけロマンス」      | 飛鳥涼    | 村上啓介   | 4:02 |
| 3.                                    | 「Vanity Virgin」         | 松井五郎  | 村上啓介   | 4:32 |
| 4.                                    | 「Mirage (Instrumental)」 | -         | 村上啓介   | 2:33 |
| 5.                                    | 「Utopia」                | 松井五郎  | 村上啓介   | 4:44 |
| 合計時間:                             | 合計時間:                 | 合計時間: | 20:11      |      |

| 全作曲: 村上啓介、全編曲: THE ALPHA。 |                         |           |            |      |
| #                                     | タイトル                | 作詞      | 作曲・編曲 | 時間 |
| 1.                                    | 「3度目のカサブランカ」 | 松井五郎  | 村上啓介   | 4:57 |
| 2.                                    | 「Deja-Vuを止めてくれ」 | 實川翔    | 村上啓介   | 3:24 |
| 3.                                    | 「Together」            | 松井五郎  | 村上啓介   | 4:51 |
| 4.                                    | 「Night Flight」        | 松井五郎  | 村上啓介   | 4:13 |
| 5.                                    | 「Midnight Illusion」   | 實川翔    | 村上啓介   | 4:02 |
| 合計時間:                             | 合計時間:               | 合計時間: | 21:27      |      |

### CD
| 全作曲: 村上啓介、全編曲: THE ALPHA。 |                           |           |            |      |
| #                                     | タイトル                  | 作詞      | 作曲・編曲 | 時間 |
| 1.                                    | 「Sensation」             | 松井五郎  | 村上啓介   | 4:20 |
| 2.                                    | 「夢じかけロマンス」      | 飛鳥涼    | 村上啓介   | 4:02 |
| 3.                                    | 「Vanity Virgin」         | 松井五郎  | 村上啓介   | 4:32 |
| 4.                                    | 「Mirage (Instrumental)」 | -         | 村上啓介   | 2:33 |
| 5.                                    | 「Utopia」                | 松井五郎  | 村上啓介   | 4:44 |
| 6.                                    | 「3度目のカサブランカ」   | 松井五郎  | 村上啓介   | 4:57 |
| 7.                                    | 「Deja-Vuを止めてくれ」   | 實川翔    | 村上啓介   | 3:24 |
| 8.                                    | 「Together」              | 松井五郎  | 村上啓介   | 4:51 |
| 9.                                    | 「Night Flight」          | 松井五郎  | 村上啓介   | 2:47 |
| 10.                                   | 「Midnight Illusion」     | 實川翔    | 村上啓介   | 4:02 |
| 合計時間:                             | 合計時間:                 | 合計時間: | 40:12      |      |

## 楽曲解説
②夢じかけロマンス
- THE ALPHAがバックバンドを務めていたチャゲ&飛鳥の飛鳥涼に村上啓介が「セクシーな詞を」と依頼して実現された楽曲。
- 当時ミュージック・ビデオも制作され、横浜港で収録が行われた。

⑤Utopia
- THE ALPHAとして最初に制作された楽曲となっている。

⑨Night Flight
- ピアノ担当である後藤郁美と村上啓介のダブルボーカルで成り立った楽曲。

⑩Midnight Illusion
- 村上啓介自身がアルバムに収録してほしいと要望して制作された楽曲である。

## クレジット

### スタッフ
- Directed : ISamu Itou , Rui Maeda
- Recording & Re-mix Engineer : 石塚良一
- Assistant Engineer : Haruhiko Satoh, Masanori Matsubara
- Chief Manager : 渡辺徹二
- Personal Manager : Koji Suzuki,中野努
- Artist Promotion : Hisashi Ikehara , Yoshihiro Toyoda
- Art Direction : A D.MELCO
- Photographer : Kouichi Ohno(InnerSleeve),Kouji Ohta(Jacket)
- Executive Producer : 川上源一
- Special Thanks :Chage&Asuka,light house project